# Robert Nathaniel Dett
 (mars 2024).
Si vous disposez d'ouvrages ou d'articles de référence ou si vous connaissez des sites web de qualité traitant du thème abordé ici, merci de compléter l'article en donnant les références utiles à sa vérifiabilité et en les liant à la section « Notes et références ».
Robert Nathaniel Dett  ou R. Nathaniel Dett, né le 11 octobre 1882 à Drummondville (Ontario) et mort le 2 octobre 1943 à Battle Creek (Michigan), résident des États-Unis et du Canada, est un organiste, pianiste et l'un des compositeurs afro-américains les plus connus pour son travail qui intègre des rythmes de spirituals à la musique romantique d’origine européenne.

## Biographie
Dett est né à Drummondville en Ontario (aujourd’hui partie de Niagara Falls), où il montre un intérêt précoce, dès l’âge de trois ans, pour le piano. Il commence son éducation formelle avec des leçons de piano à l'âge de cinq ans. Sa mère est originaire de Drummondville et son père des États-Unis. Vers l’âge de 14 ans, il joue déjà pour son église. 
Il poursuit ses études au Conservatoire de musique Oliver Willis Music à Halstead (NY) de 1901 à 1903. Puis au Conservatoire de Lockport et au conservatoire d’Oberlin. C'est à Oberlin qu'il a l'idée de mêler spirituals et musique classique après sa découverte de la musique d'Antonín Dvořák qui lui rappelle les chants qu'il a entendus chez sa grand-mère. Il fait ensuite une tournée en tant que pianiste et, pendant cette période, compose également des pièces pour piano. Il rencontre la soprano Emma Azalia Hackley (en) qui l’encourage à s’intéresser à la musique populaire noire américaine.
En 1907, il obtient son diplôme de musique en composition et piano, il est le premier étudiant noir diplômé de son institution. La même année, il commence à enseigner au Tennessee Lane College, puis à l'Institut Lincoln de Jefferson City. Pendant cette période, il écrit des pièces chorales et des pièces pour piano destinées à l’étude. En 1913, il compose la Juba Dance, interprétée par Fannie Bloomfield Zeisler et, par la suite, enregistrée par Percy Grainger. Il devient le premier directeur noir de l’Institut de musique de Université de Hampton, en Virginie, et occupe cette position de 1913 à 1932. Durant cette période de près de vingt ans, il fonde l'Union Chorale, la Société des arts musicaux, le chœur et l'école de musique de l'université.
Sa reconnaissance en tant que pianiste-compositeur s’impose en 1914 avec Magnolia qui est présenté au Samuel Coleridge-Taylor Club.
Le 27 décembre 1916, il épouse Helen Elise Smith, la première diplômée de l'Institut d'Art Musical, aujourd’hui la Juilliard School.
Tout au long de sa vie, Dett continue à se perfectionner, participant à des programmes proposés par de grandes institutions. De 1920 à 1921, il assiste aux cours offerts par l’Université Harvard, où il étudie avec Arthur Foote, remportant deux prix :  Don't Be Weary Traveller, une composition chorale, remporte le prix Francis Boott et son essai The Emancipation of Negro Music a remporté le prix Bowdoin. Il réalise également des arrangements de spirituals : Religious Folksongs of the Negro (1927) et The Dett Collections of Negro Spirituals (1936).
En 1929, il séjourne en France au Conservatoire américain de Fontainebleau où il suit des cours avec Nadia Boulanger, puis il obtient une maîtrise en musique, et un  diplôme de l’École de musique Eastman en 1932. En 1933, après avoir démissionné de l'Institut Hampton, il est chef de chœur pour les émissions de radio NBC de Stromberg-Carlson. Une de ses œuvres chorales les plus connues a ainsi été écrite en 1937, l'oratorio The Ordering of Moses, présentée et dirigée par Eugene Goossens, au Festival de mai de Cincinnati en 1937, avec un chœur de 350 choristes et l'Orchestre symphonique de Cincinnati.
De 1937 à 1942, Dett est directeur invité du département de musique au Bennett College de Greensboro, en Caroline du Nord. Il partira en tournée au Canada et aux États-Unis avec le chœur de cette université et participera à des enregistrements pour radio CBS.
Tout au long de sa vie, son style évolue si bien que, vers la fin de sa carrière, il se différencie de celui des premières œuvres néo-romantiques ; il adopte ainsi des idiomes plus contemporains comme dans les suites pour piano telles que la American Ordering of Moses (1937), Tropic Winter (1938), et Eight Bible Vignettes (1941-1943).
On lui doit la découverte de plusieurs chanteurs dont il aida la carrière, notamment la soprano Dorothy Maynor. Celle-ci poursuit ainsi une carrière en tant qu'artiste de concert ; elle deviendra l'une des principales concertistes de la nation. Il motive également Zenobia Powell Perry à poursuivre ses études de composition.
Dett meurt d'une crise cardiaque le 2 octobre 1943. Il est enterré dans sa ville natale, à Niagara Falls, Ontario.

## Compositions et  arrangements  (sélections)
- Cave of the Winds (1902), marche et danse
- Magnolia (1912)
- In the Bottoms (1913), suite en cinq mouvements [2]
- Music in the Mine (1916), Choral
- Eight Bible Vignettes (1942-43)
- The Chariot Jubilee (1921), pour  tenor, chœur, et orchestre.
- Enchantment (1922)
- The Cinnamon Grove (1928)
- Tropic Winter  (1938)

## Postérité
Dett a reçu le prix Holstein pour sa contribution en tant que compositeur.
La chapelle de l'Église épiscopale méthodiste britannique à Niagara Falls, en Ontario, a été nommé en l'honneur de Robert Nathaniel Dett, qui, de 1898 à 1903, en fut l'organiste. Celle ci a été reconnue site historique national du Canada en 2001.
La Nathaniel Dett Chorale du Canada porte son nom.
En 2014, son oratorio The Ordering of Moses a été recréé par le Cincinnati May Festival au Cincinnati Music Hall, ainsi qu’au Carnegie Hall de  New York.
Le prix de la fondation William E. Harmon pour accomplissement exceptionnel parmi les Afro-Américains lui a été décerné en 1927.
Il a aussi reçu la palme et le ruban de la Musique royale des Guides de Belgique.
Le Dr Nathaniel Dett Memorial Award fut établi pour souligner le travail d'un musicien important qui a contribué au développement musical des jeunes.